# 소시소아이
《소시소아이》(沿志奏逢)는 뱅크 밴드가 2004년 10월 20일에 발매한 첫 번째 음반이다. 30만 장 한정으로 토이즈팩토리를 통해 발매했다.

## 해설
사쿠라이 가즈토시가 선곡한 일본 대표 음악가들의 노래를 커버, Mr.Children의 곡도 스스로 커버 하고 있다.

### 비밀 트랙
12번째 트랙에는 비밀 트랙으로 두 종류의 노래가 수록된다.

## 수록곡
괄호 안은 원곡 가수
1. 僕たちの将来 (나카지마 미유키)
2. カルアミルク (오카무라 야스유키)
3. トーキョー シティー ヒエラルキー (히트웨이브)
4. 突然の贈りもの (오누키 다에코)
5. 限りない欲望 (이노우에 요스이)
6. マイ ホーム タウン (하마다 쇼코)
7. 糸 (나카지마 미유키)
8. HERO (Mr.Children)
9. 幸福のカノン (사네요시 이사코)
10. 야사시우타 (優しい歌 상냥한 노래[*], Mr.Children)
11. 歓喜の歌 (엔도 겐지)
12. 僕と彼女と週末に (하마다 쇼고) / イメージの詩 (요시다 다쿠로) (비밀 트랙으로, 둘 곡중 한곡만 수록.)